# 145丁目駅 (IRTブロードウェイ-7番街線)
145丁目駅（145ちょうめえき、英語: 145th Street）は、ニューヨーク市地下鉄IRTブロードウェイ-7番街線の駅である。マンハッタン区ハーレムとハミルトン・ハイツに跨がるブロードウェイと西145丁目の交差点に位置し、1系統が終日停車する。

## 歴史
駅は1904年10月27日、マンハッタン本線（現在のIRTレキシントン・アベニュー線とIRTブロードウェイ-7番街線）のシティ・ホール駅 - 当駅間が開通した際に開業した。開業当初は緩行列車が手前の96丁目駅折り返し、急行列車が96丁目駅以北各駅停車で当駅まで運行されていた。
1948年4月6日、103丁目駅 - ダイクマン・ストリート駅間の各駅でホーム有効長の延長が行われた。以前は6両編成までの入線に対応していたが、延長工事により10両編成の列車の入線に対応できるようになった。ただし、125丁目駅のみ2ヶ月後の1948年6月11日に延長が行われている。

## 駅構造
| G          | 地上階                     | 出入口                                                    |
| P ホーム階 | 相対式ホーム、右側扉が開く | 相対式ホーム、右側扉が開く                                |
| P ホーム階 | 北行緩行線                 | ← ヴァン・コートランド・パーク-242丁目駅行き（157丁目駅） |
| P ホーム階 | 混雑方向急行線             | → 定期列車なし                                            |
| P ホーム階 | 南行緩行線                 | → サウス・フェリー駅行き（137丁目-シティ・カレッジ駅） →  |
| P ホーム階 | 相対式ホーム、右側扉が開く |                                                           |

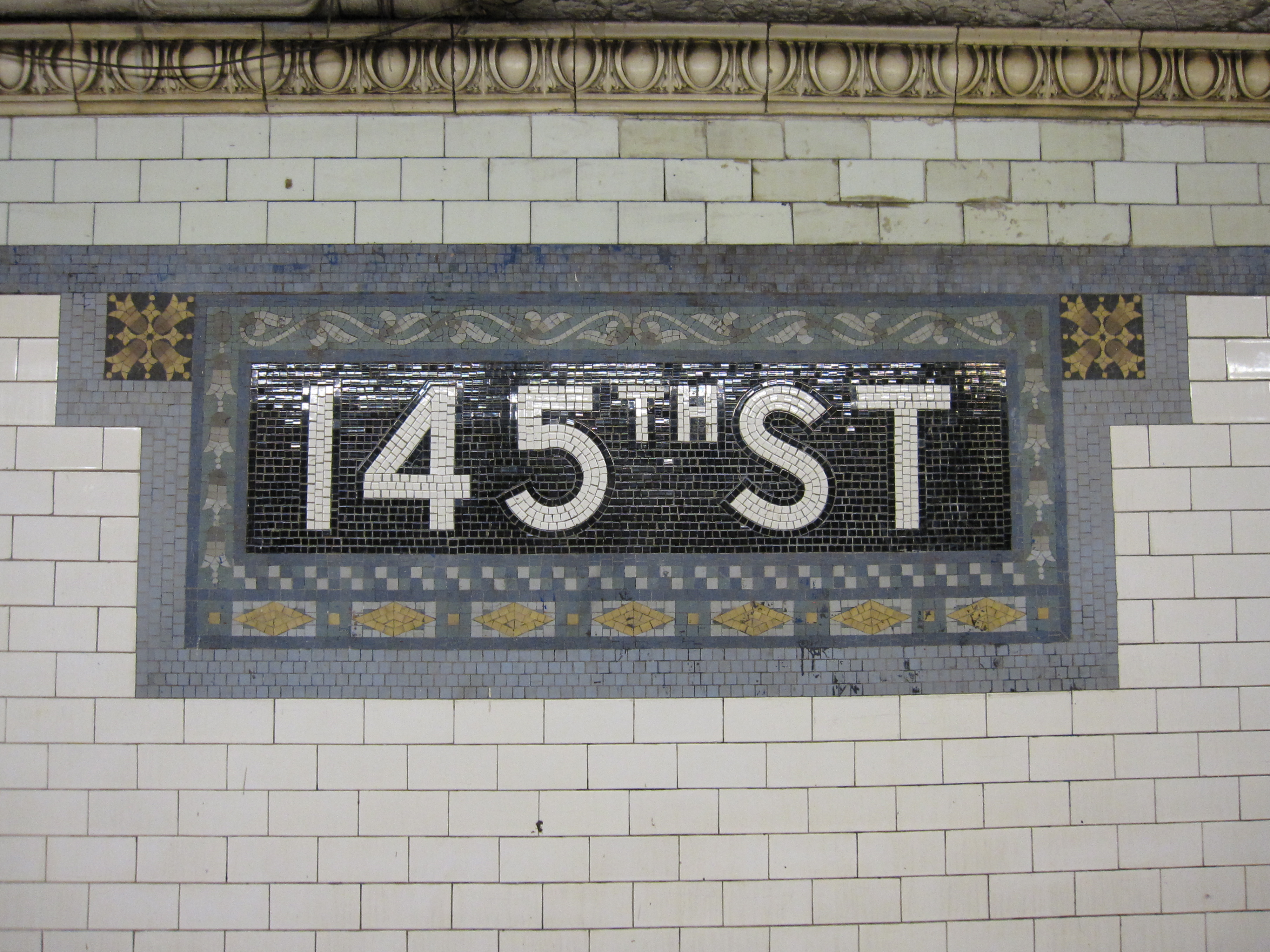
モザイクを用いた駅名標

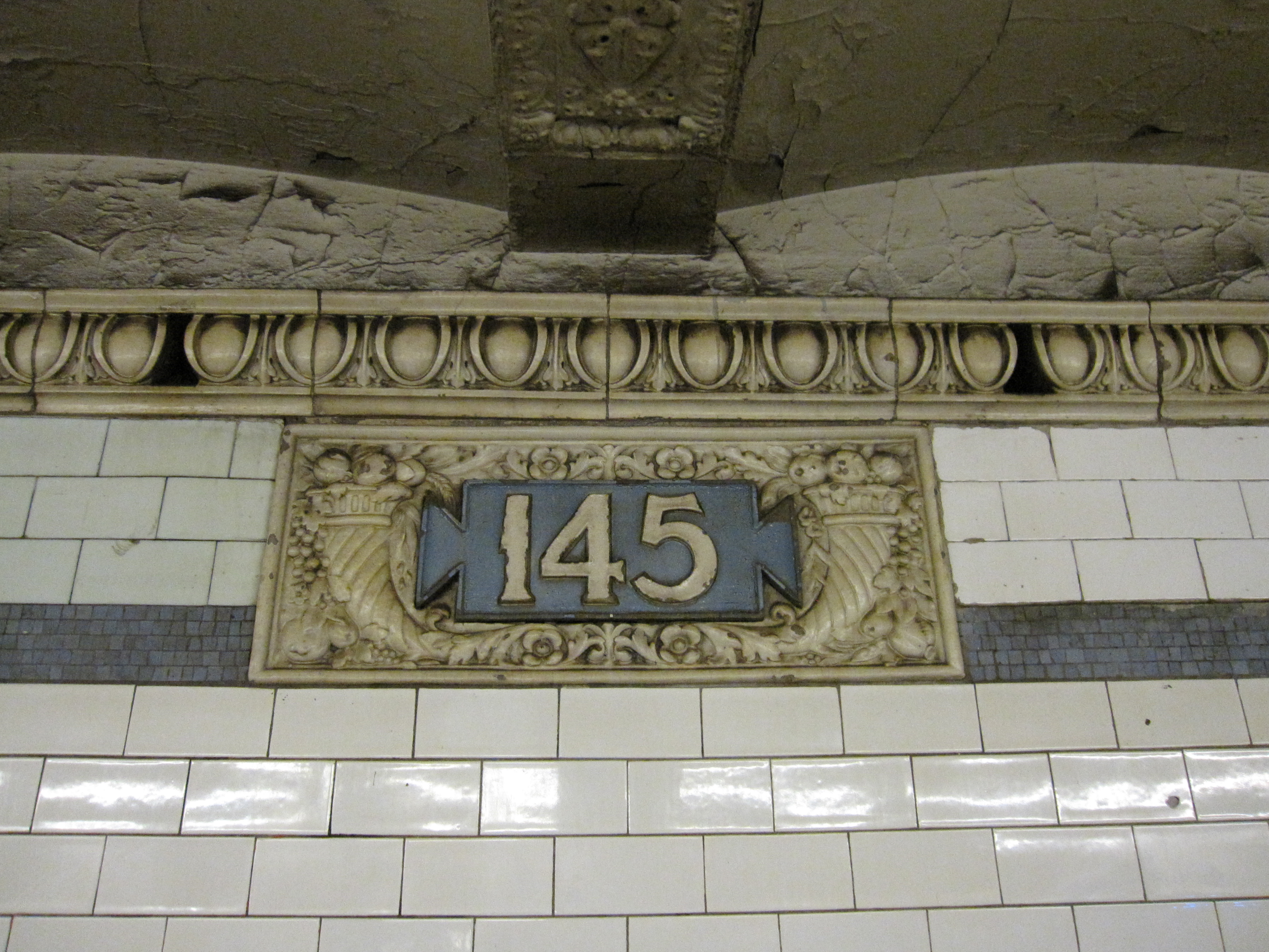
"145"と描かれたカルトゥーシュ

駅は相対式ホーム2面と緩行線2線・急行線1線を有した2面3線の地下駅で、中央の急行線は定期旅客列車の設定は無い。ホームは対面ではなく北行ホームが南に、南行ホームが北にずれている。
駅の北側では急行線が北行緩行線に合流する形で終了しており、南側には137丁目車両基地がある。この配線のため、北行列車は南隣の137丁目-シティ・カレッジ駅を出た後、車両基地手前で急行線に転線することで当駅を通過することができる。この経路は9系統が運行を開始した1989年8月21日から運行が取りやめられた2005年5月27日まで北行1系統が通過していた。これは1系統と9系統がヴァン・コートラント・パーク-242丁目駅 - 137丁目-シティ・カレッジ駅間で千鳥停車を行っていたためであり、9系統が廃止された現在はこの経路を通過する列車の設定はない。なお、南行1系統は急行線に転線できないため南行緩行線を通過していた。

### 出口
駅は南北ホーム南側にそれぞれ独立して改札口が存在しており、ホーム間連絡通路はない。どちらの改札口にも回転式改札機ときっぷ売り場がある。北行ホーム側からはブロードウェイと西145丁目の交差点北東・南東に1つずつ階段が接続しており、南行ホーム側からは同交差点北西に階段が1つ接続している。

## 外部リンク

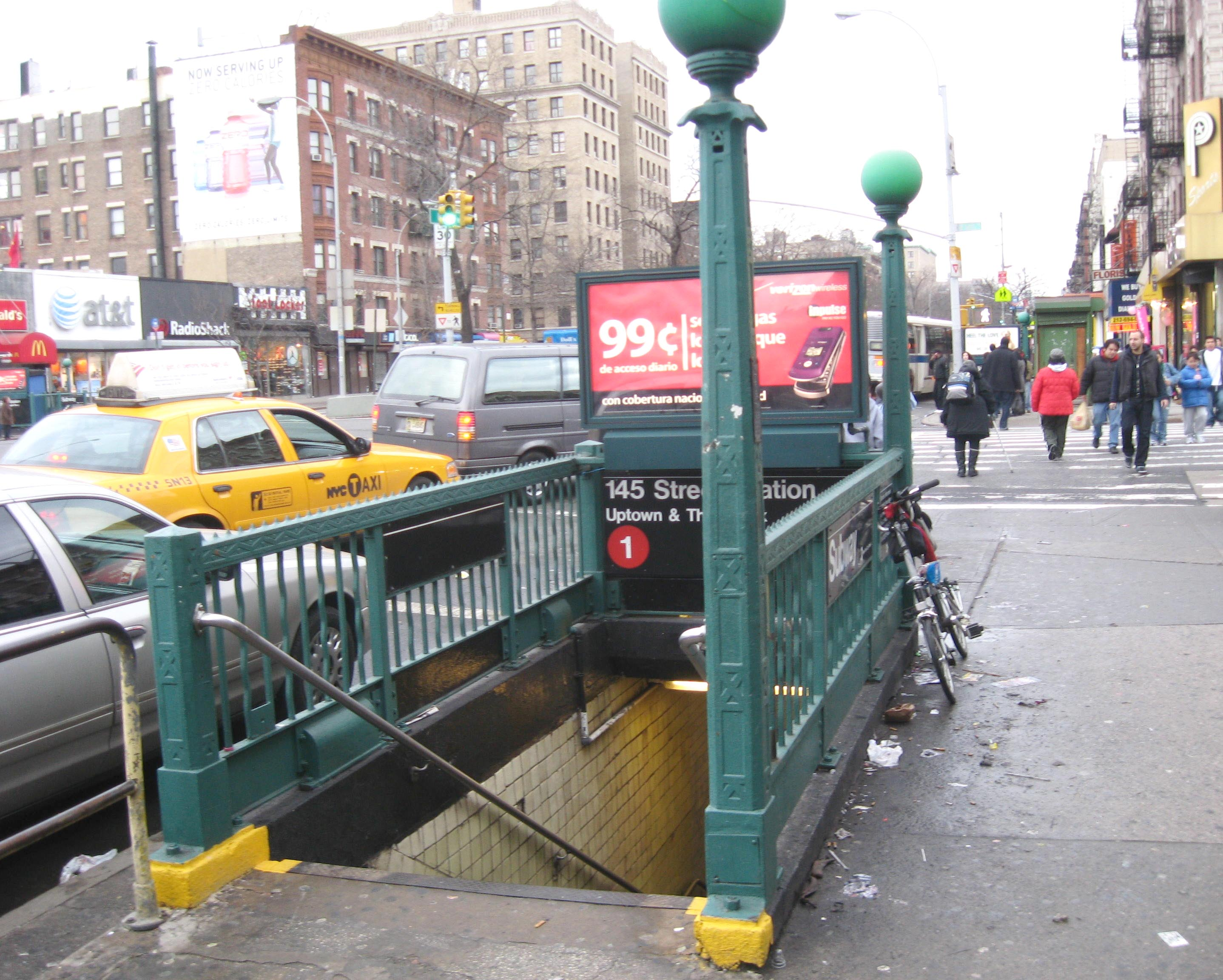
駅入口階段